# Temnothorax torrei
Temnothorax torrei is een mierensoort uit de onderfamilie van de Myrmicinae. De wetenschappelijke naam van de soort is voor het eerst geldig gepubliceerd in 1931 door Aguayo.